# Synagoga v Divišově
Synagoga stojí ve Šternberské ulici v městysu Divišov. V roce 1993 byla vyhlášena kulturní památkou.

## Popis
Postavena byla na počátku 19. století v těsném sousedství starší modlitebny, domu č.p. 165. V letech 1854–1856 byla přestavěna v klasicistním stylu, přičemž došlo i k jejímu zvětšení. Z předsíně lze vystoupat po dřevěných točitých schodech na ženskou galerii.
Bohoslužby se zde konaly do 30. let 20. století. Během 2. světové války budova sloužila jako skladiště, po ní nebyla využívána až do roku 1957, kdy byla adaptována na provozovnu kadeřnictví bez vlivu na vnější vzhled.
V roce 1995 byla budova synagogy převedena do vlastnictví Židovské obce v Praze, městem byla obnovena vnější fasáda, od roku 2002 zde místní občanské sdružení usiluje o zřízení informačního střediska a výstavní síně. V roce 2004 byla budova opravena včetně interiéru a dnes slouží jako Muzeum života židovské obce Divišov. Asi 2 km od synagogy, vedle logistického areálu u Měchnova, leží v těsné blízkosti dálnice D1 židovský hřbitov založený v 70. letech 18. století.